# Onze-Lieve-Vrouw-Hemelvaartinstituut (Waregem)
Sint-Paulus campus Hemelvaart, voorheen het Onze-Lieve-Vrouw-Hemelvaartinstituut, is een katholieke middelbare school in het centrum van de Belgische stad Waregem. De campus heeft een breed studieaanbod en herbergt een internaat. De geschiedenis van het onderwijsinstituut gaat terug tot het begin van de 19de eeuw.

## Geschiedenis

### Ontstaansgeschiedenis
Op verzoek van burgemeester Jules Boulez en pastoor Petrus Buyssens begonnen vier jonge vrouwen op 28 december 1804 met het plannen van een arme- of spinschole. De constructie van de schoolgebouwen, gefinancierd met giften van enkele Waregemse inwoners, begon in 1806. Twee jaar later gingen de vier jonge vrouwen Angela Van Den Broucke, Maria Joanna Teresia Roobrouck, Maria Theresia Van Eeckhoutte en Maria Theresia Verbeke een akkoord aan waarbij ze een samenlevingscontract ondertekenden.
Het gebouw, dat onder leiding van de vier vrouwen gebouwd werd, bestond naast de school ook uit kloostervertrekken. Bovendien waren er ruimtes voorzien als verblijfplaats voor minderbedeelden. Door de welvaart namen de zusters ook de verantwoordelijkheid van het lager onderwijs op zich voor alle sociale lagen van de samenleving. Hoewel de school werd opengesteld voor alle kinderen, genoten arme kinderen voorrang op leerlingen die welgesteld waren. Die laatste werden pas toegelaten wanneer er plaatsen op overschot waren.
In 1814 werd de school uitgebreid en bood onderdak aan tien zusters en zeventien wezen. Naast de spinschool organiseerden de zusters ook het lager onderwijs. In 1834 telde de school 56 jongens en 69 meisjes. Het belangrijkste doel was opwaartse sociale mobiliteit teweegbrengen voor de leerlingen. Daarnaast engageerde de school zich om mensen uit de armoede te helpen. Zo leerde men de kinderen spinnen om later een inkomen te kunnen verwerven. Na de herstructurering van de bisdommen in 1835 veranderden de zusters hun naam in Zusters van Onze-Lieve-Vrouw en de Heilige Vincentius a Paolo. Hun feestdag werd Onze-Lieve-Vrouw-Hemelvaart.

### Spellewerkschool of kantschool
In 1839 werd de spinschool een spellewerkschool of kantschool. De school ontving een bijdrage van de staat en werd eveneens gesteund door vrijgevige donaties. In de tweede helft van de 19de eeuw, tijdens de crisisjaren, werd het voorrangssysteem voor armen afgeschaft. Sindsdien werwelkomde Hemelvaart ook de kinderen van de burgerij. De school groeide snel: in 1847 telde de armenschool 80 jongens en 125 meisjes. De zusters gaven driemaal per week gratis soep aan de kinderen en de armste ontvingen ook kleding. 
In 1857 begonnen de zusters een kostschool of Franse school, zodat het complex uitbreidingen behoefde. Concreet ging het om een studiezaal, een refter, een ontspannings- en slaapzaal voor de internen en woonvertrekken voor de zusters. Daarnaast werd er een bijkomende nieuwe kapel gebouwd. Na de opstart van de kostschool werd beslist dat er enkel nog meisjes werden toegelaten. De jongens moesten vanaf 1869 naar hun eigen jongensschool. De kantschool werd bijgevolg een meisjesschool.
Sinds het ontstaan van de spinschool in 1804 was de moeder-overste directrice. Enkele bekende directrices waren Angela Vandenbroucke, Sophia Van Houtte (Zuster Lucia), Agnes Vandermoortele (Zuster Godeliva), Theresia Vandermoortele (Zuster Barbara) en Sophie Langeraert (Zuster Prudentia). Henriette Heuse (Zuster Gudula) was van 1861 tot 1901 directrice van het pensionaat, terwijl de moeder-overste directrice van de rest van de school bleef. In 1894 had de lagere school 194 leerlingen.
Moeder Prudentia richtte in 1895 een kosteloze bewaarschool op voor kinderen tussen de twee en vijf jaar. Van hieruit konden zij doorstromen naar het lager onderwijs, wat leidde tot een toename van leerlingen tot 367 in 1897. De spellewerkschool ontwikkelde zich snel tot een huishoudschool, zodat de bouw van acht bijkomende klaslokalen nodig was.
Vervolgens hebben Devos en Maria Toeloose de borduurschool in de G. Gezellestraat opgericht in 1912, later de H.-Hartberoepsschool genoemd. Daar werd borduren en naaien aangeleerd, en later huishouden. De school verhuisde in 1915 naar een groter gebouw. In 1985 fuseerde de beroepsschool met de technische afdeling van het O.-L.-V.-Hemelvaartinstituut.

### Eerste Wereldoorlog
Gedurende de Eerste Wereldoorlog werden er geen lessen georganiseerd voor de leerlingen, maar de schoolgebouwen boden wel onderdak aan weeskinderen. De Duitsers vonden snel hun weg naar de school en palmden de klaslokalen in. Van 1917 tot 1918 bezetten vluchtelingen de klassen waardoor de kleuters niet naar school konden. Toen de oorlog uiteindelijk voorbij was, waren het klooster en de klaslokalen vernield. Hierdoor bood het instituut minder plaatsen voor lagereschoolkinderen, hoewel het aantal leerlingen in de huishoudschool wonderbaarlijk genoeg wel bleef stijgen. De school heropende op 5 februari 1919. In 1921 bouwden de zusters nieuwe lokalen, waardoor de technische school kon groeien, en later startte men met de opleidingen Handel en Secretariaat-Talen.

### Tweede helft 20ste eeuw
Een paar jaar na de Tweede Wereldoorlog besloot de school om alle binnenplaatsen te betegelen. Voor de oorlog was het zo dat leerlingen die kosteloos naar school gingen, moesten spelen op een onverharde binnenplaats, terwijl de betalende leerlingen op de geplaveide koeren speelden. Die opdeling is merkwaardig, aangezien alle leerlingen dezelfde lessen volgden en samen in de klas zaten. Pas in 1947 werd de eerste tegel gelegd op de onverharde speelplaats.
Vanaf 1954 startten de zusters met de uitbreiding van verschillende studierichtingen die men vandaag tot het algemeen secundair onderwijs (aso) rekent. Richtingen economie en Grieks-Latijn volgden, later uitgebreid met onder andere wetenschappen, Latijn-wetenschappen en Latijn-wiskunde.
In 1959 startte Zuster Lena het schoolkoor 'Sjaloom'. Sinds de jaren '80 neemt het koor deel aan prestigieuze projecten, zoals het Europees Muziekfestival voor de Jeugd in Neerpelt.
In 1984 verhuisden de lagereschoolkinderen naar de nieuwbouw en werd de oorspronkelijke lagere school afgebroken. In 1986 en 1989 werd een nieuwe blok gebouwd. 1997 markeerde het jaar waarin jongens terug toegelaten werden. In datzelfde jaar nam de stad de lagereschoolafdeling over.

### 21ste eeuw

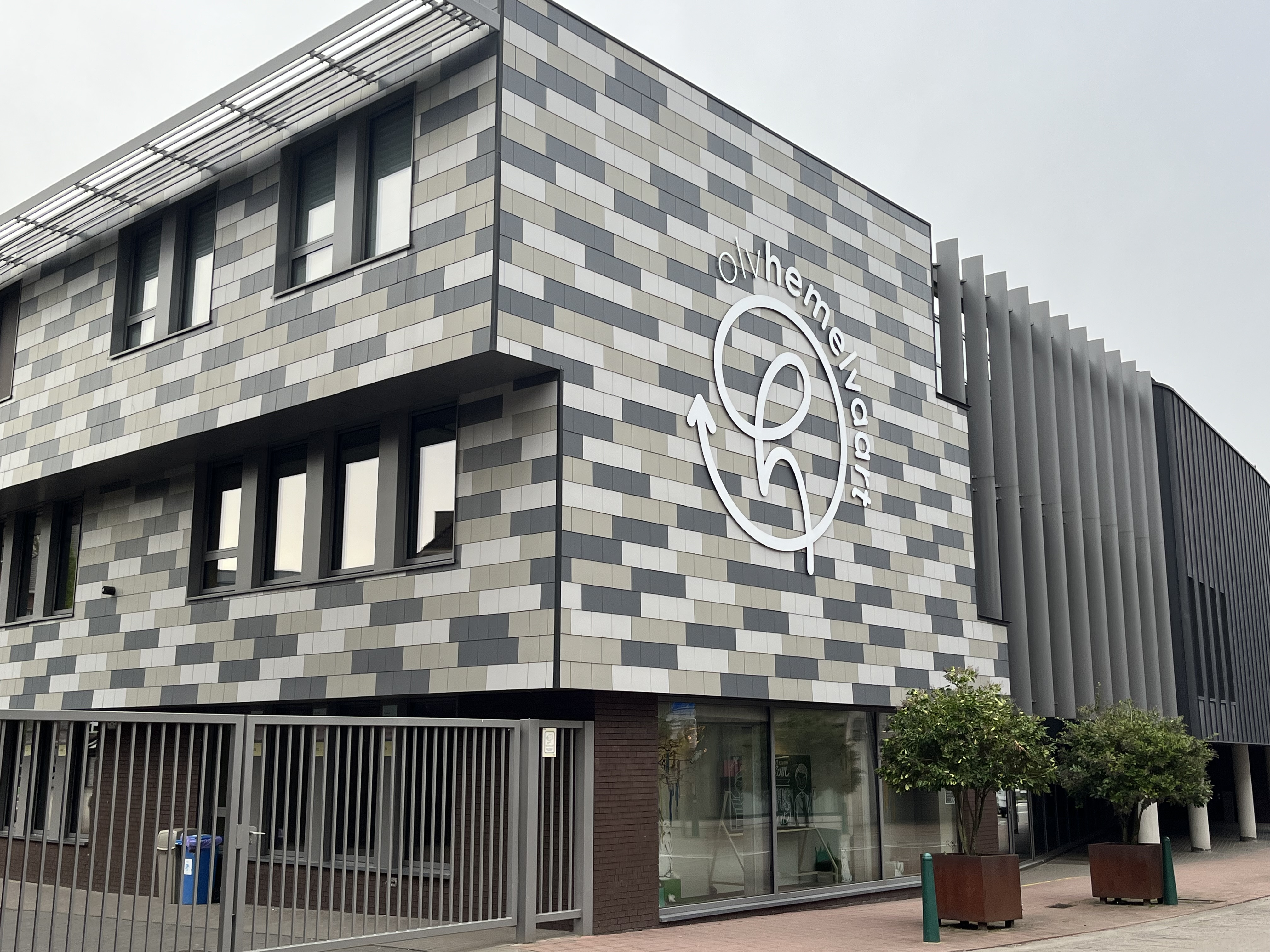
Schoolpoort (2024)

In 2015 werd de F- en G-blok vervangen door een nieuwe, duurzame H-blok, met extra klaslokalen, een auditorium, en nieuwe kantoren. De school bleef vernieuwen met nieuwe speelplaatsen, een muzieklokaal, en een vernieuwde lerarenrefter. 
In 2017 mocht de Vlaams minister van Onderwijs Hilde Crevits de eerste steen leggen voor de nieuwbouw van een schoolvleugel die zal aansluiten bij campus Hemelvaart.
De officiële naam is sinds 2019 Sint-Paulus campus Hemelvaart. Eveneens in 2019 werd er met succes protest aangetekend door leerlingen en leerkrachten om hun ongenoegen te uiten over een geplande hervorming van de scholengemeenschap Sint-Paulus. Zo was het de bedoeling om alle richtingen met Latijn of Grieks en de richting Bedrijfswetenschappen alleen op campus College aan te bieden, maar die beslissing werd teruggedraaid.

## Activiteiten
Sint-Paulus campus Hemelvaart organiseert jaarlijks een reünie voor oud-leerlingen zodat zij elkaar en hun vroegere leerkrachten kunnen weerzien. Daarnaast houdt de campus om de zes jaar een festival om de leerlingen te bedanken. Elke leerling maakt dat gebeuren één keer mee in de loop van diens opleiding.

## Bekende oud-leerlingen
- Trui Amerlinck, muzikant
- Janne Blommaert, zangeres
- Jannes Callens, filmmaker
- Nastja Claessens, basketbalster
- Benedikte Coussement, journalist
- Cas Dekeyser, modeontwerper
- Fien Deman, zangeres
- Flore Deman, illustrator
- Ann Demeulemeester, barones en modeontwerpster
- Bradley Destoop, e-sporter
- Wannes Destoop, filmregisseur
- Ide François, professor
- Elodie Gabias, influencer
- Benedicte Goesaert, curator en kunsthistorica
- Kobe Lefebvre, muzikant
- Eva Neirynck, illustrator
- Pieterjan Neirynck, journalist
- Femke Platteau, actrice en theatermaker
- Fien Sabbe, presentatrice
- Violet Soen, historica
- Nele Tiebout, muzikant
- Hilde Vandermeeren, auteur
- Pauline Van Marcke, burgemeester Anzegem
- Sybren Vanoverberghe, fotograaf
- Levi Verbauwhede, journalist

## Galerij

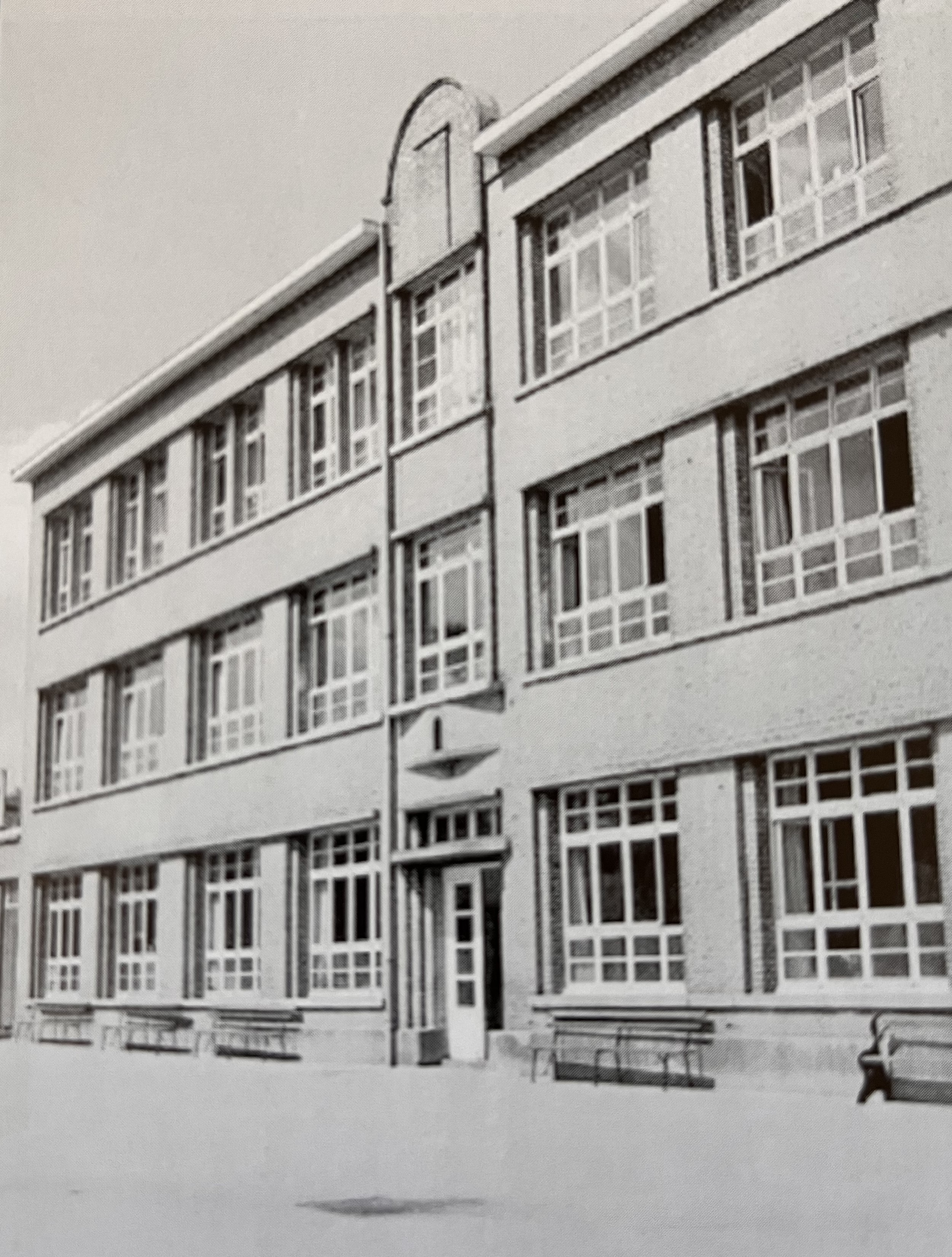
De H.-Hartschool van Maria Toeloose in 1912
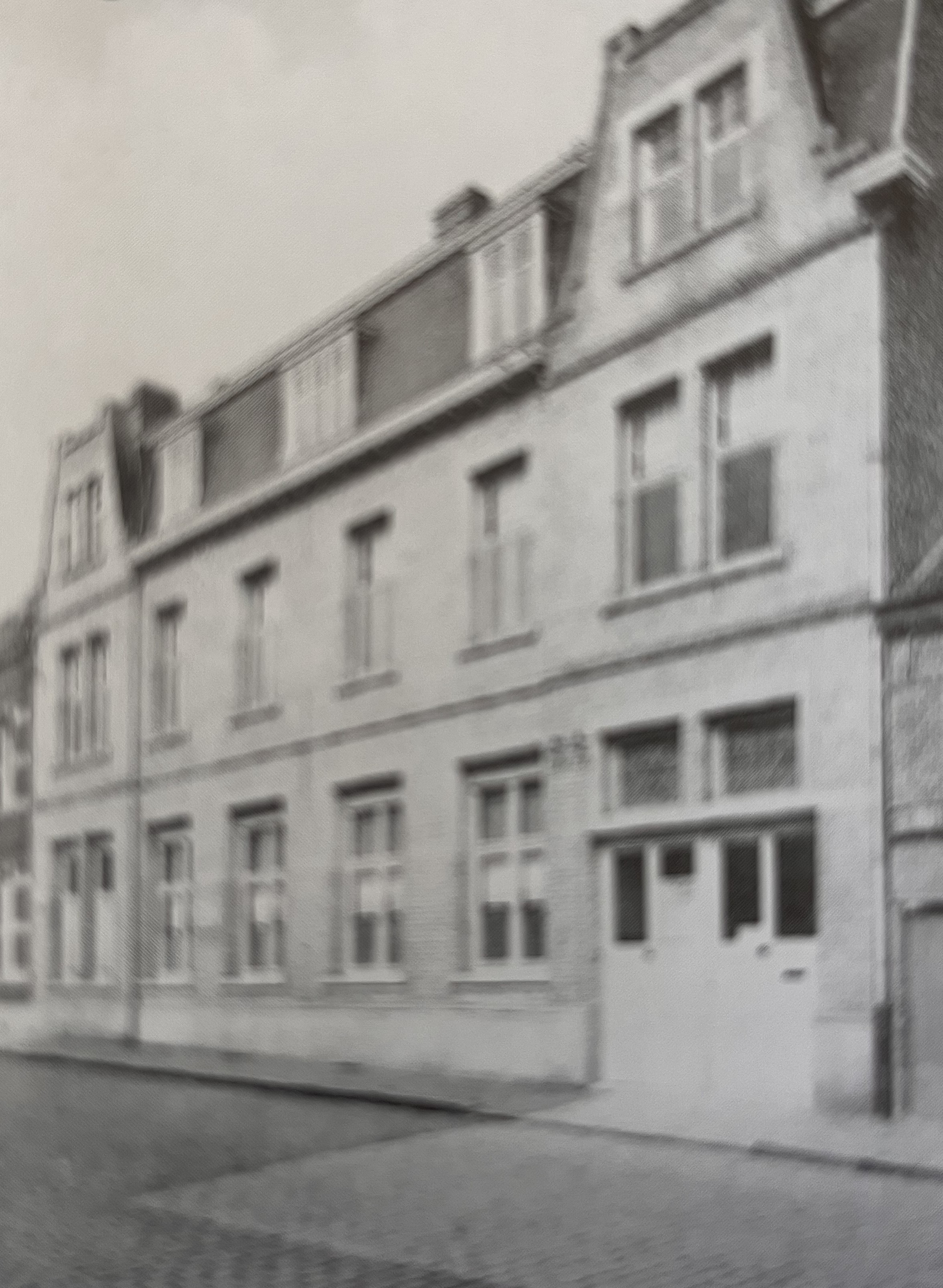
In 1930 was dit een weeshuis. Vanaf 1945 deed dit gebouw dienst als eerste ziekenhuis in Waregem. In 1959 trokt de school zijn intrek in dit gebouw en werd het F-blok.
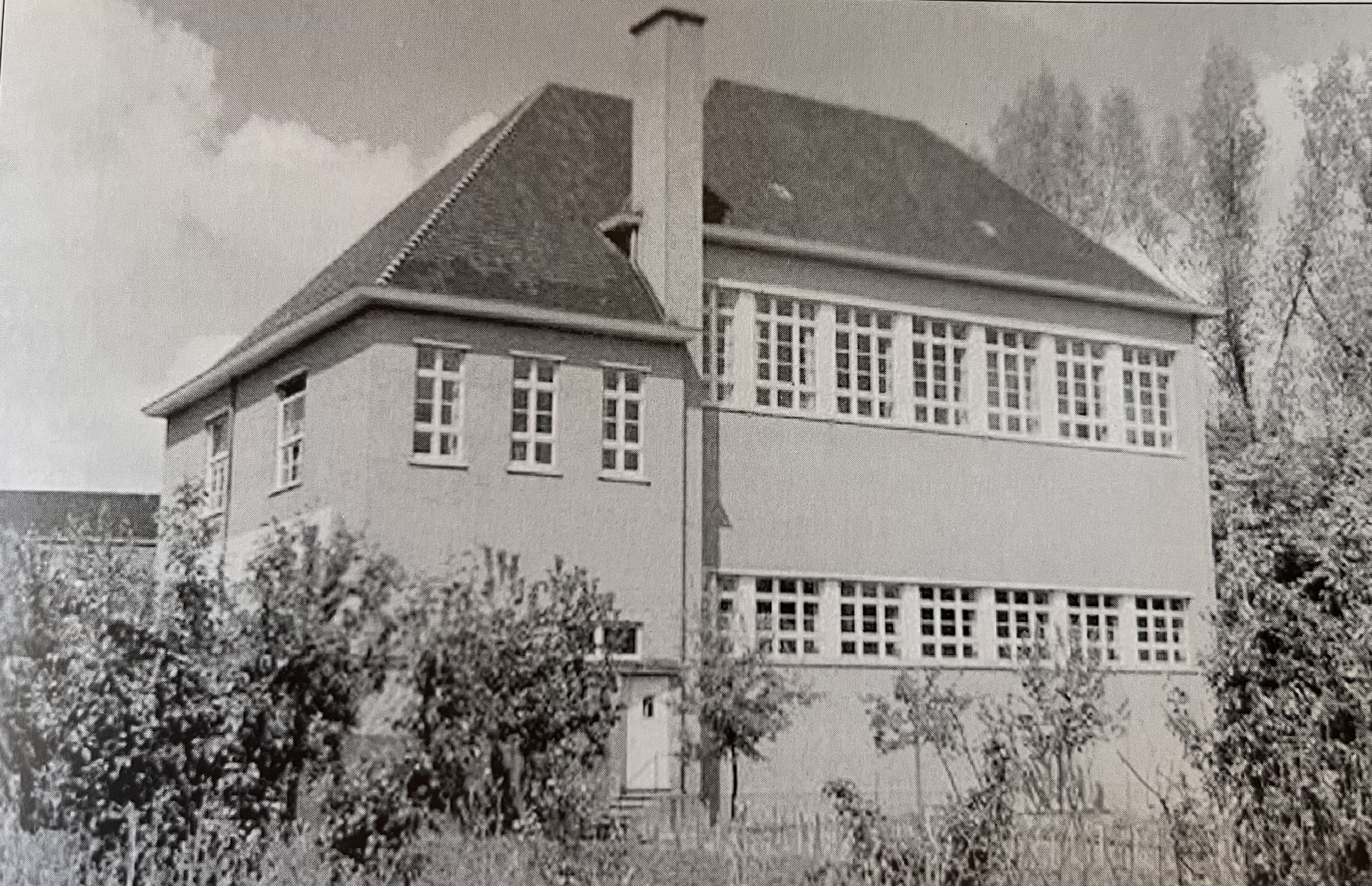
In 1850 bouwde de school een nieuwe studiezaal (gelijkvloers) en turnzaal (eerste verdieping).
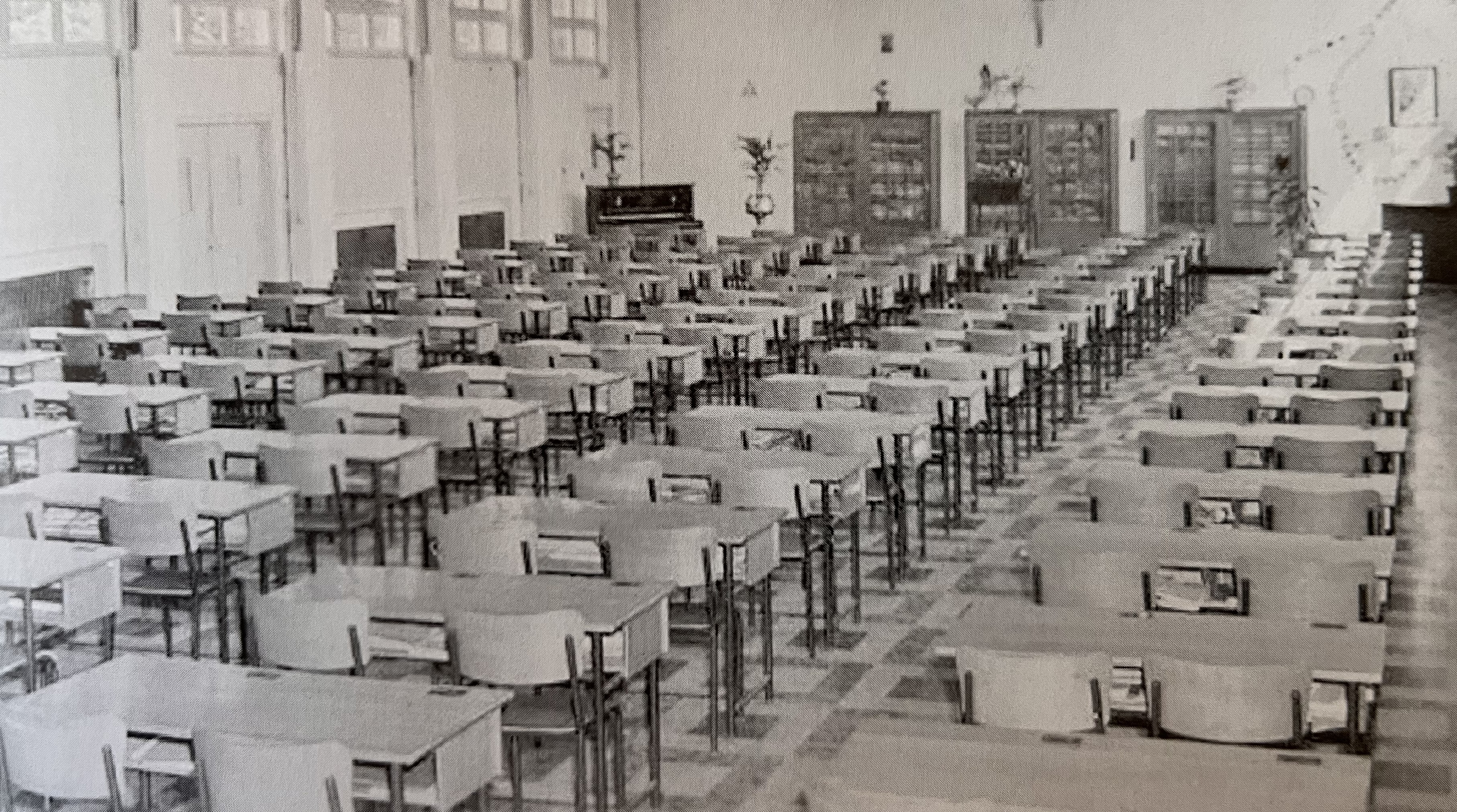
De studiezaal in de jaren '50.
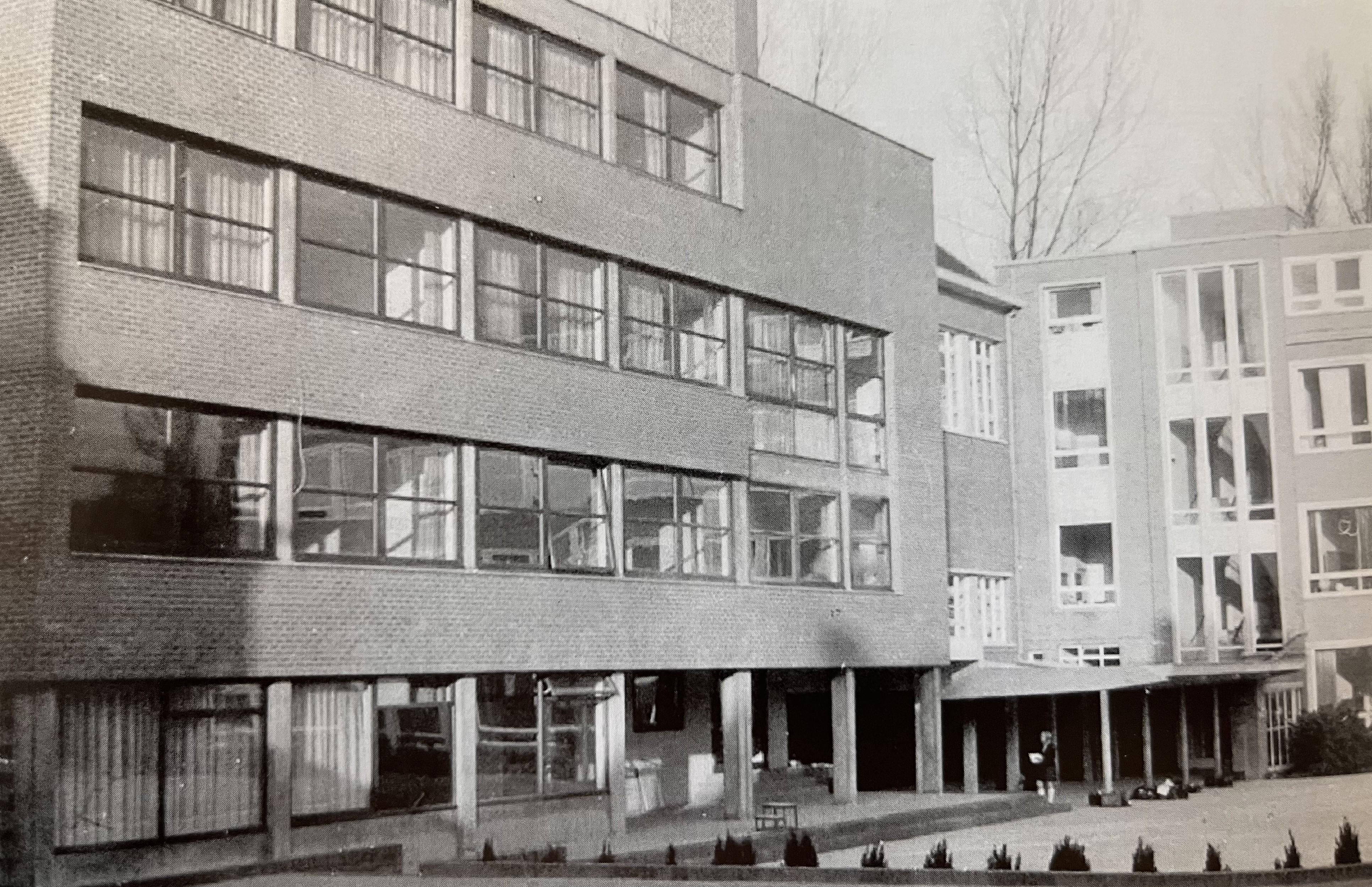
In 1971 kwam er een nieuw gebouw aangrenzend aan de studiezaal en turnzaal, de D-blok.
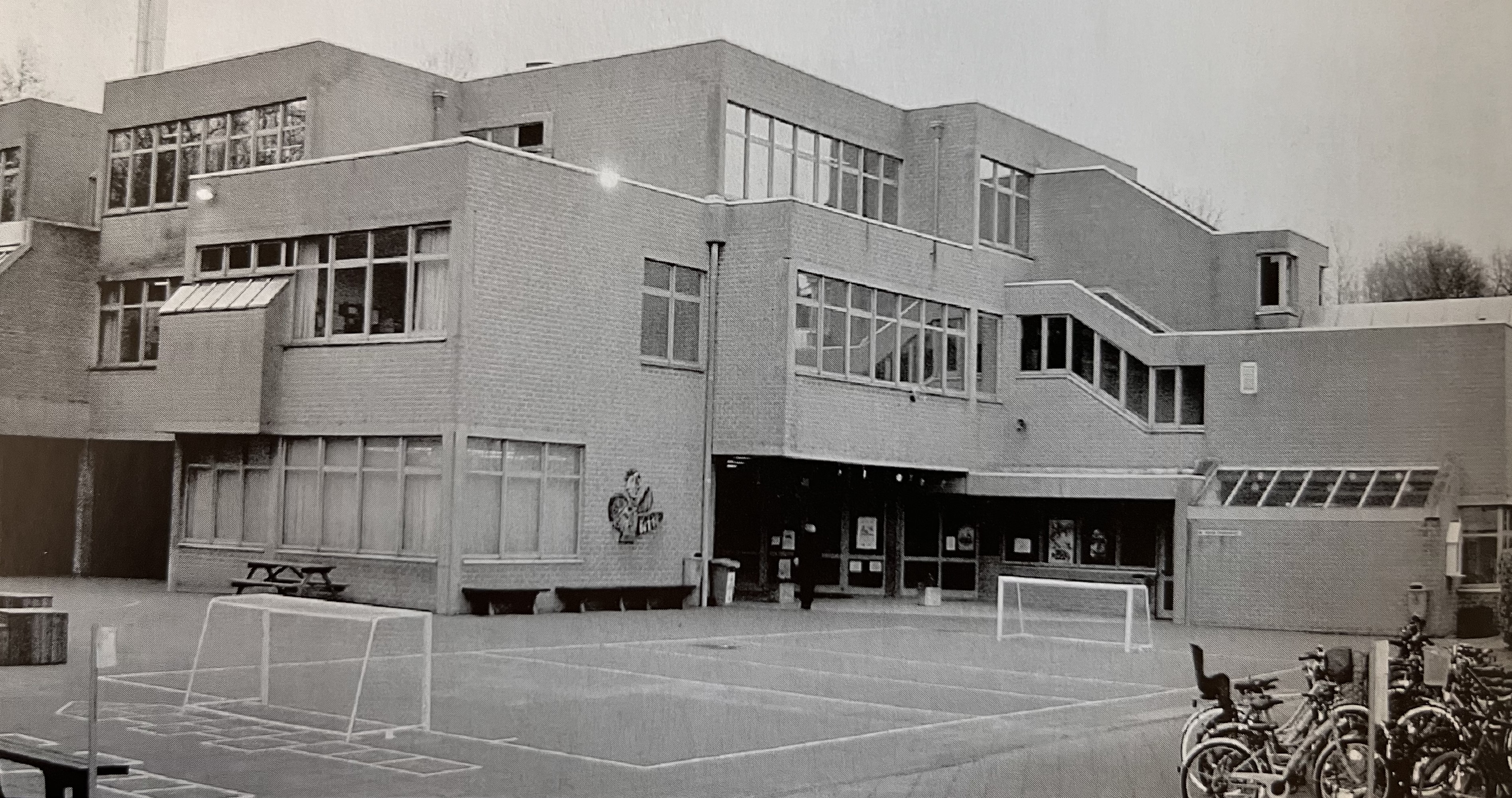
De lagereschoolafdeling, gebouwd in 1984
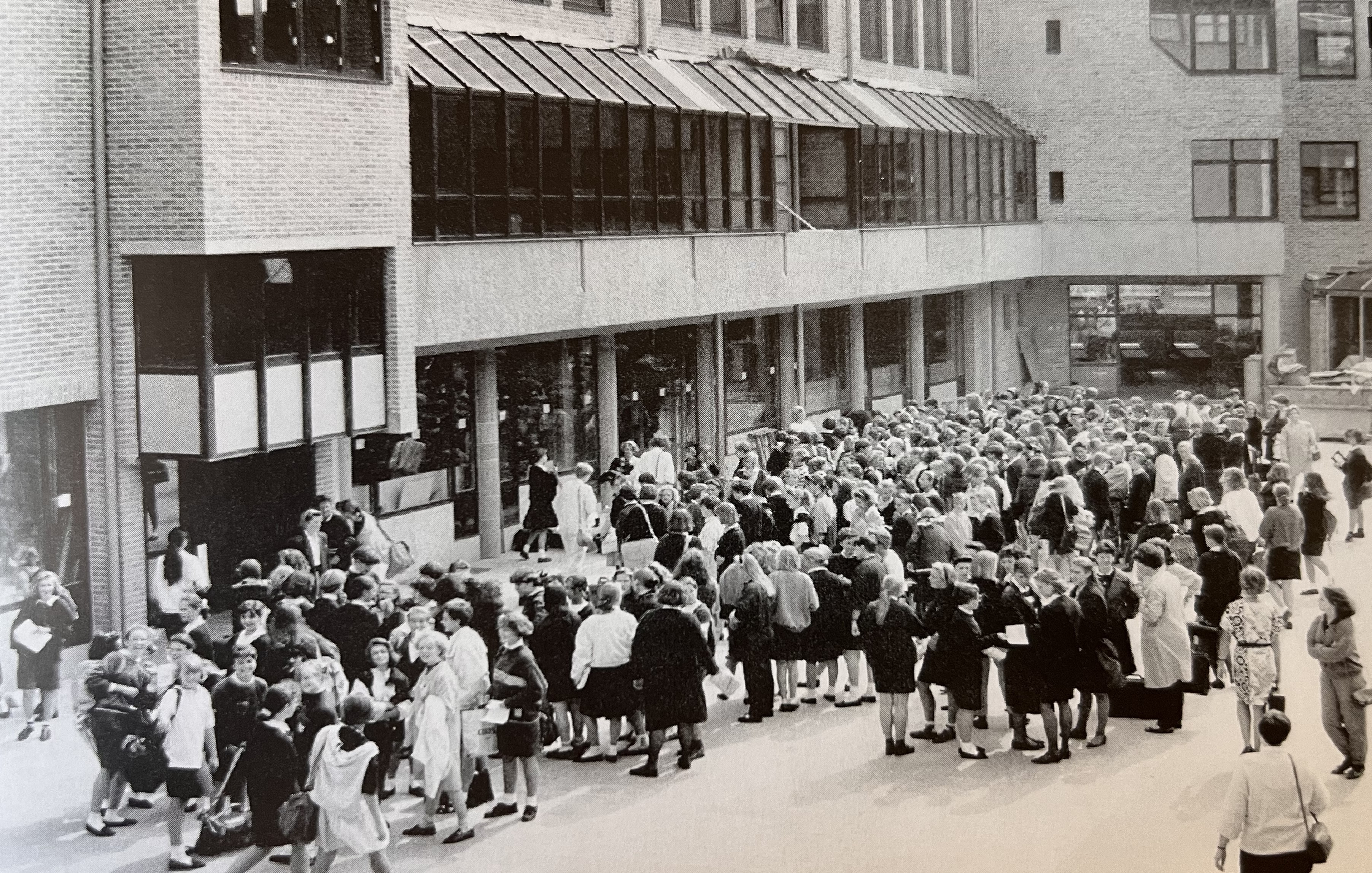
Het vertrek van de lagere school maakte de bouw van de E-blok mogelijk.
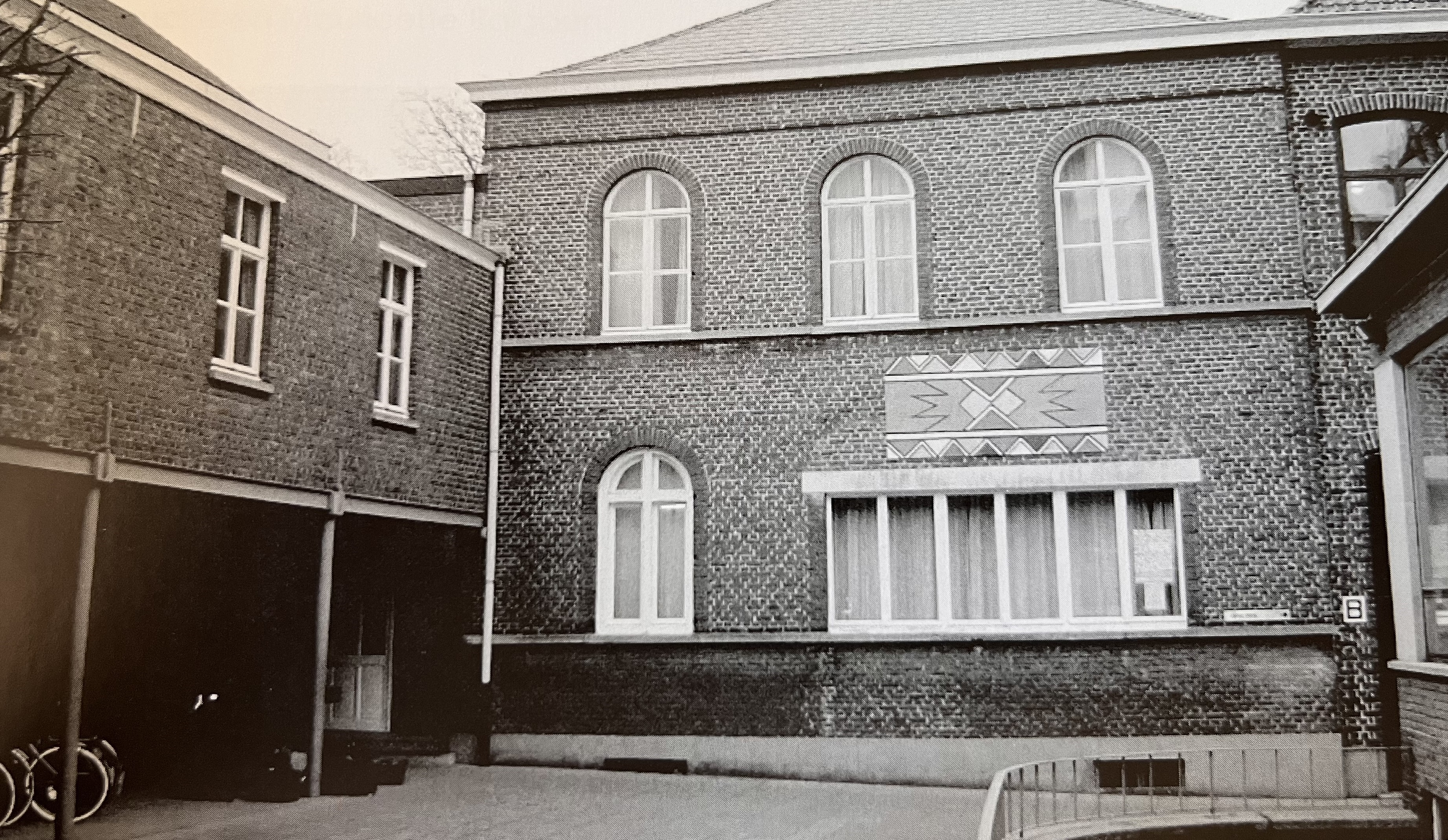
De B-blok in 2005
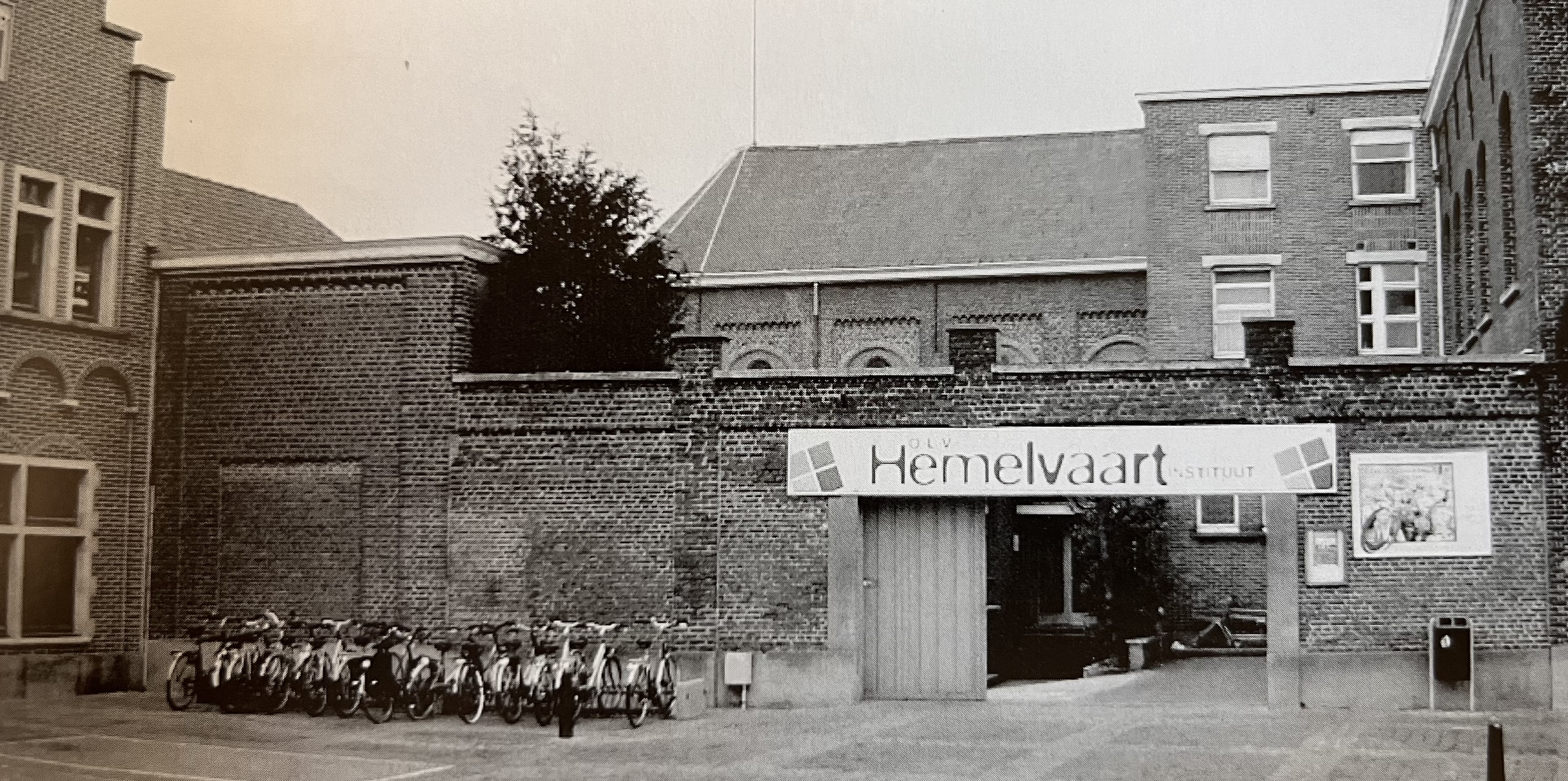
De ingang van Onze-Lieve-Vrouw Hemelvaartinstituut op de Markt van Waregem in 2005
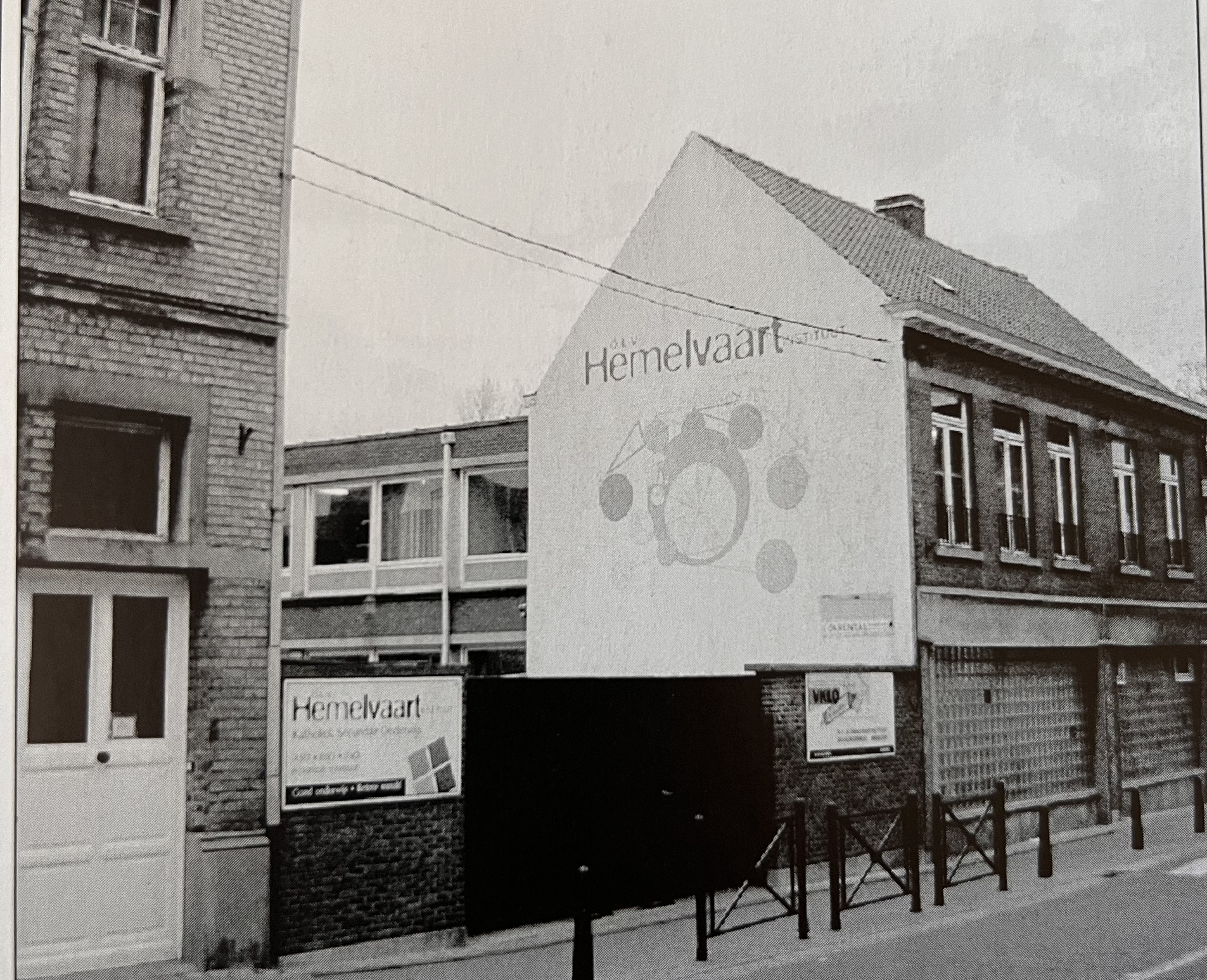
In 1966-1967 werden twee gebouwen in de Keukeldam gekocht voor nieuwe leslokalen, de G- en de F-blok.
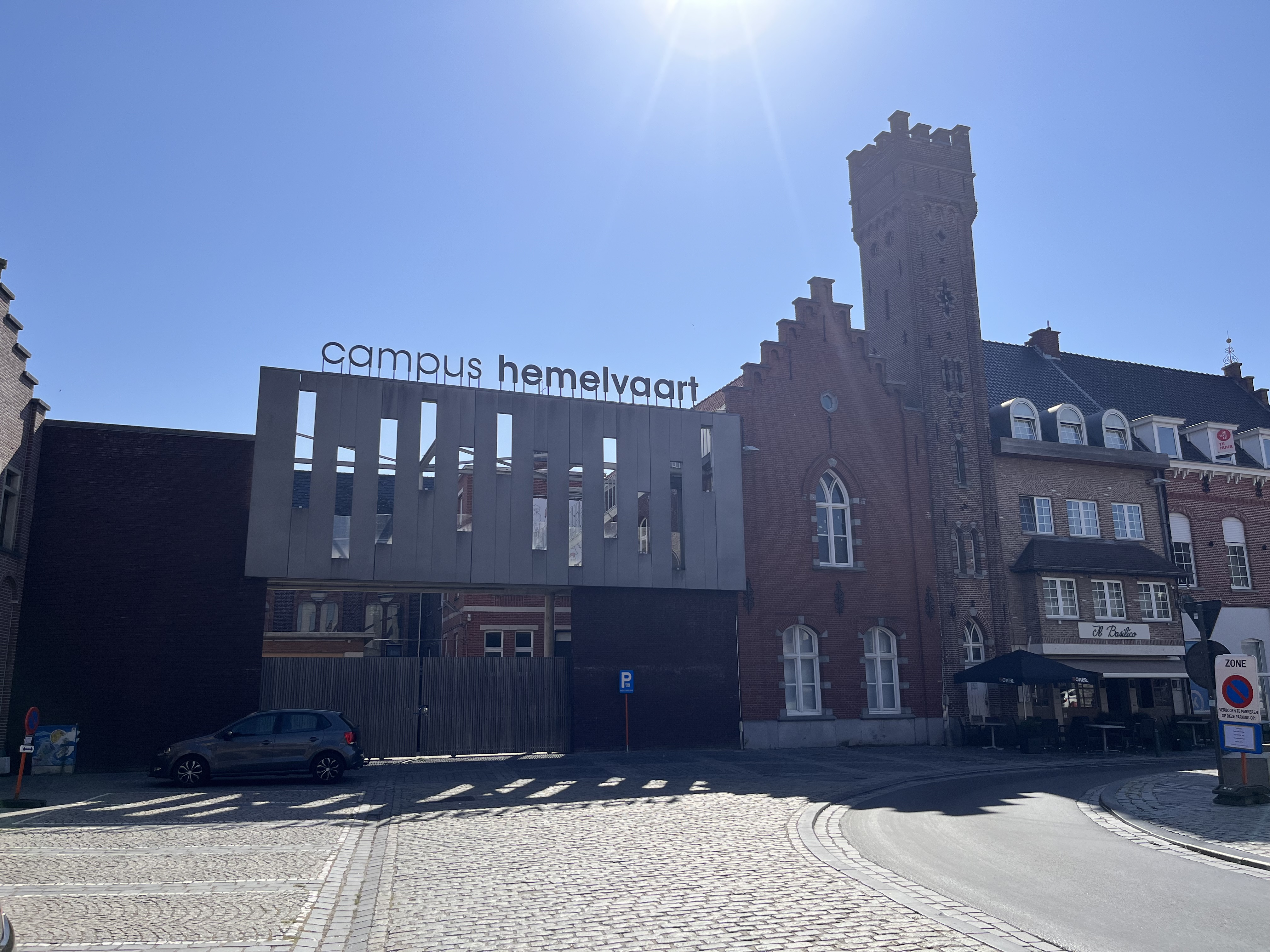
Ingang via de Markt in 2024
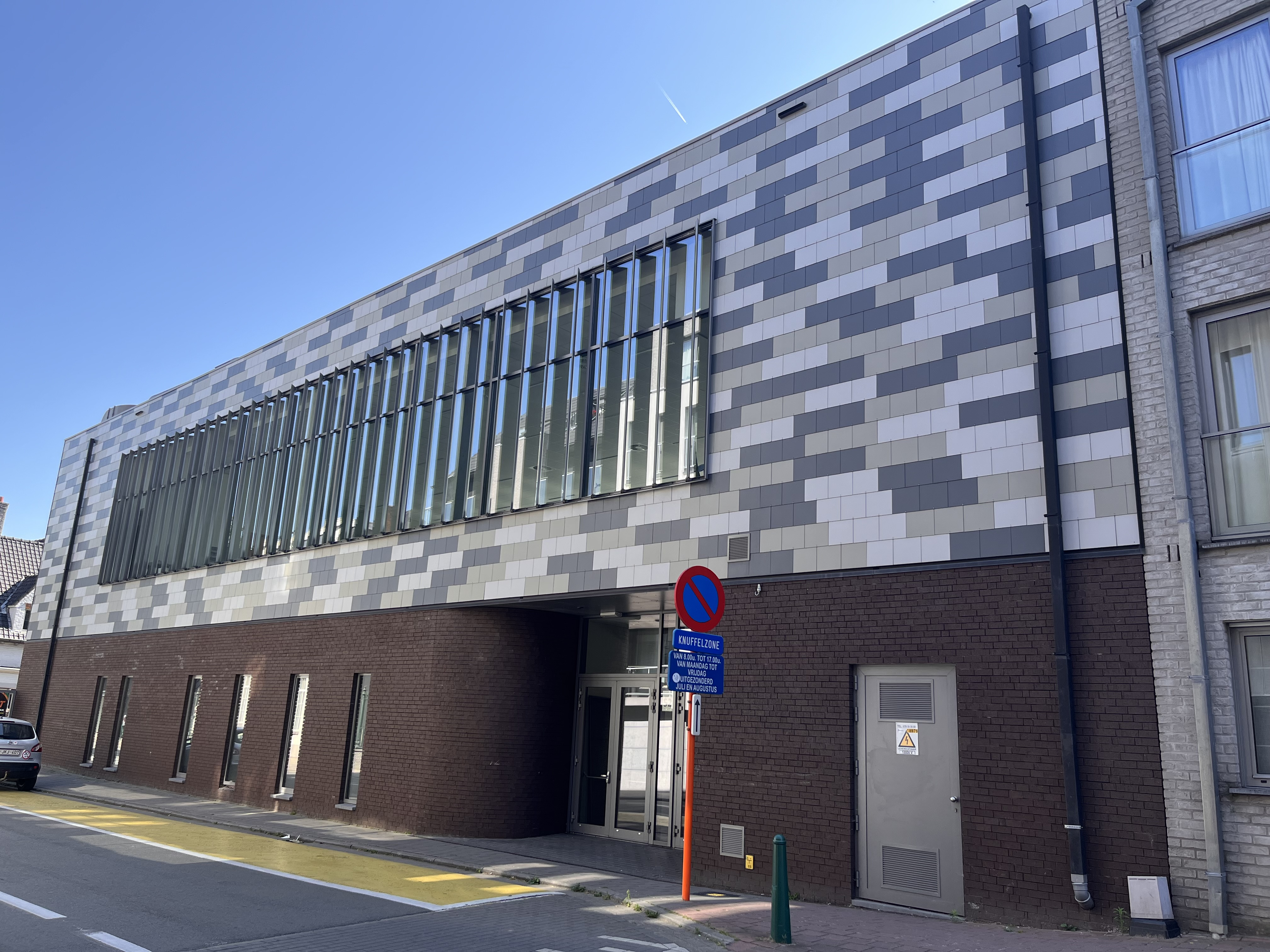
Nieuwe refter en keuken voor de leerlingen het personeel in 2024
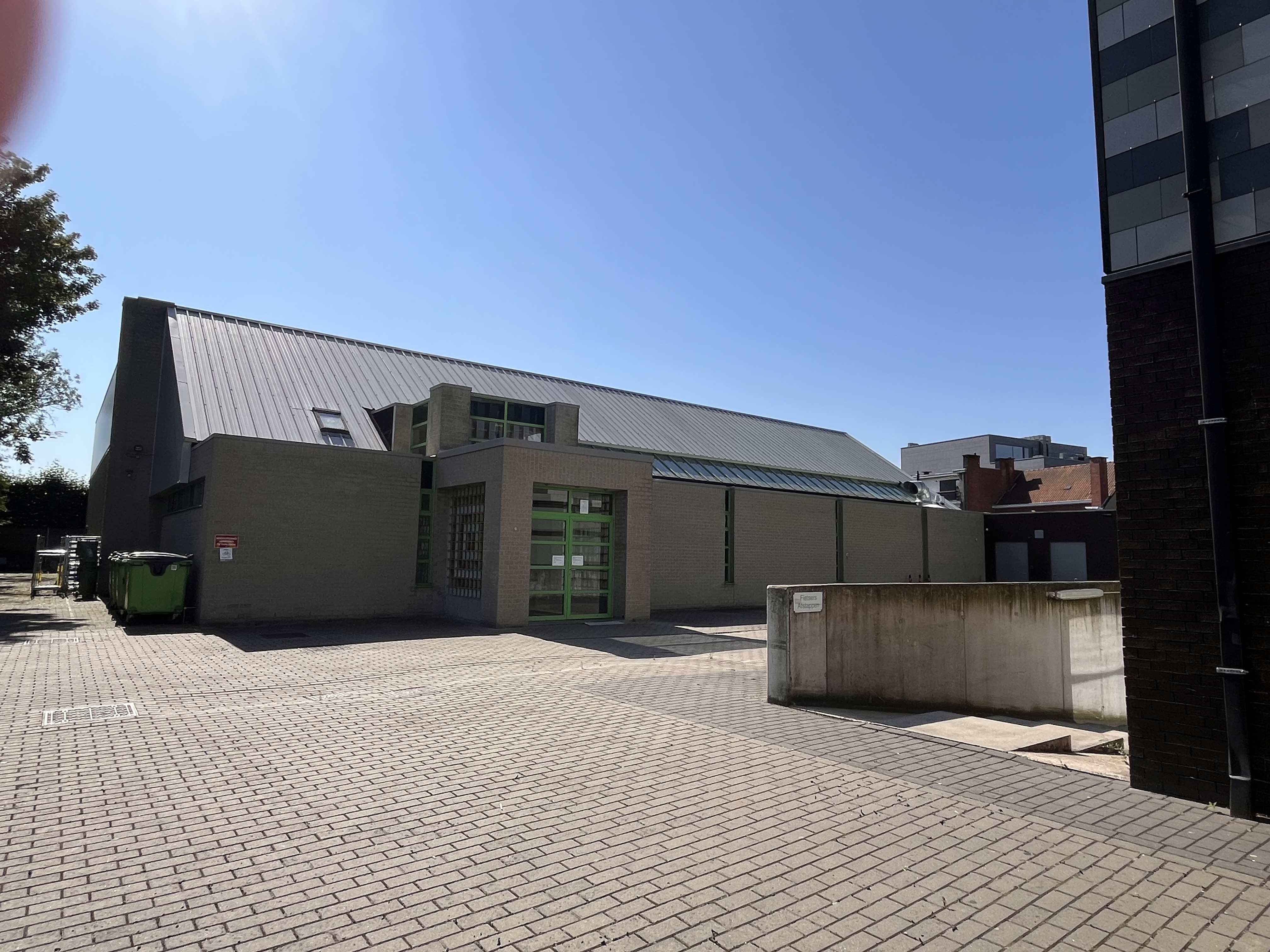
Sporthal gelegen achter de nieuwe refter voor leerlingen in 2024
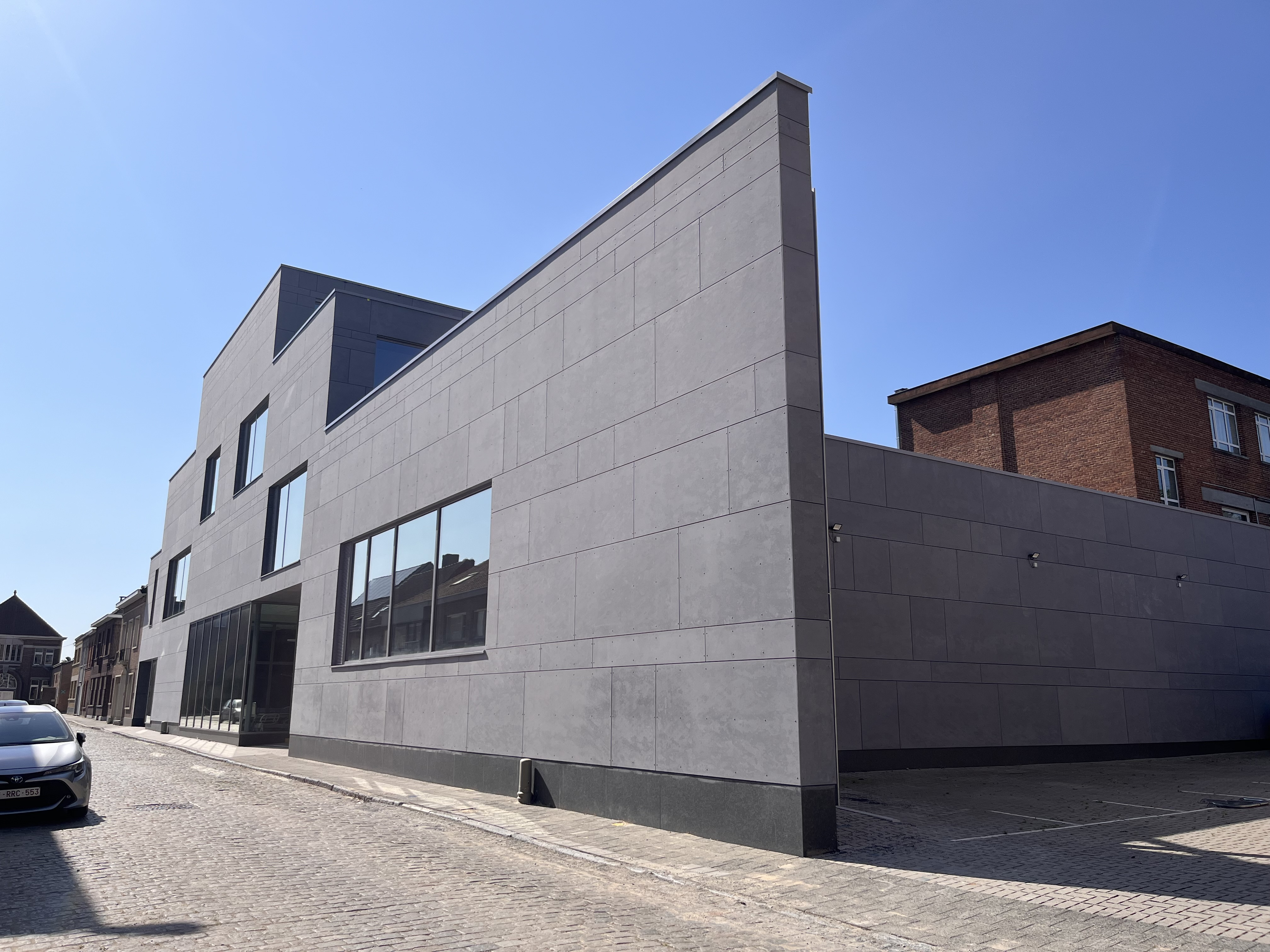
Campus Hemelvaart in de Guido Gezellestraat in 2024
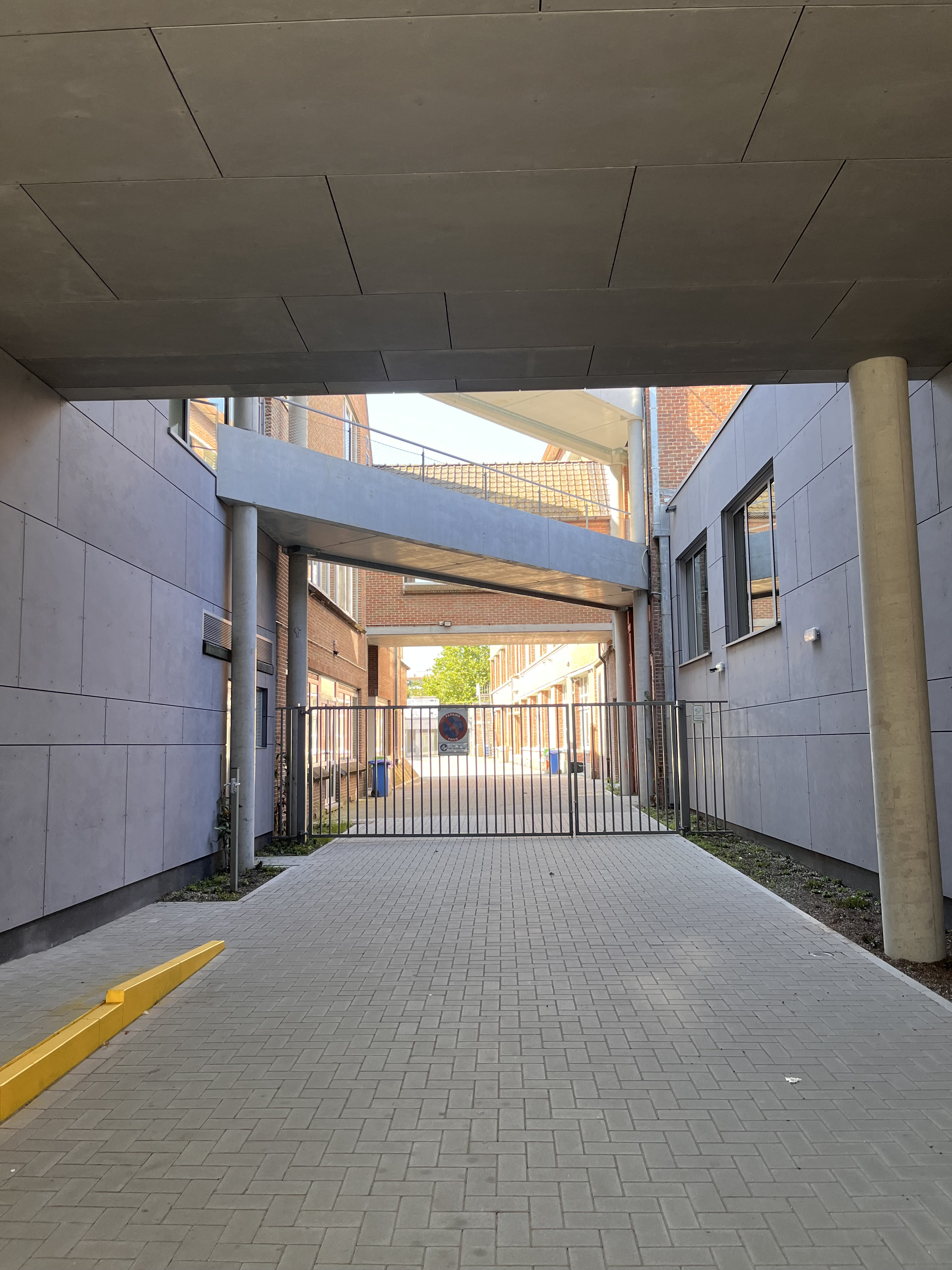
Ingang Guido Gezellestraat in 2024

- Inventaris van het Bouwkundig Erfgoed (Vlaanderen): 207365